# Micimackó: Vér és méz 2.
A Micimackó: Vér és méz 2. (eredeti cím: Winnie-the-Pooh: Blood and Honey 2 ) 2024-ben bemutatott brit horrorfilm, amelyet Rhys Frake-Waterfield rendezett, a 2023-as Micimackó: Vér és méz című film folytatása. A főbb szerepekben Scott Chambers, Tallulah Evans, Ryan Oliva, Teresa Banham és Peter DeSouza-Feighoney láthatók.
Egyesült Királyságban 2024. március 26-án, Magyarországon pedig 2024. április 18-án mutatták be a mozikban.

## Cselekmény
Róbert Gida miután csak hajszál híján élte túl Micimackó és Malacka gyilkos ámokfutását, elmenekül a Százholdas Pagonyból, és visszatér gyermekkori városába, Ashdownba, hogy segítséget kérjen. Megtalálják Maria és barátai holttestét az erdőben, és azt feltételezik, hogy Róbert a felelős.
Az esetet "Százholdas mészárlásnak" nevezik, és a gyilkosságokon alapuló filmadaptáció is megjelenik, ami árt Róbert hírnevének Ashdownban.  Kevesen hisznek valójában Róbert történetének, akik között gyermekkori barátai, Lexy, Finn és Aaron, szülei, Alan és Daphne, valamint kishúga, Nyuszi is szerepel. Az immár kitaszítottá vált Róbertnnek rémálmai vannak Micimackóról, és hipnoterapeutájához, Mary Darlinghoz fordul, hogy feldolgozza azt a traumát, amikor ikertestvérét, Billyt néhány évvel ezelőtt elrabolták a születésnapi bulijuk alatt, és soha többé nem látták.
Eközben a Százholdas Pagonyban Micimackó és Malacka kénytelenek elrejtőzni Tigrissel és Bagollyal, amikor leég az otthonuk. Miután lemészárolnak három egyetemistát egy lakóautóban, Bagoly megpróbálja meggyőzni Micimackót, hogy támadják meg Ashdownt, ahelyett, hogy megvárnák, amíg még több ember érkezik az erdőbe. Néhány vadász, élükön Aaron, rajtaüt a lényeken, és bosszúból megölik Malackát a diákok haláláért. Micimackó megöli őket, és meggondolja Bagoly javaslatát, de Aaron túléli, és visszatér Ashdownba.
A város negatív visszhangja miatt Róbert elveszíti orvosi állását a helyi kórházban, és visszatér Mary-hez, hogy további hipnoterápiának vesse alá magát. Amikor Aaron megérkezik a kórházba kezelésre, Róbert arra gyanakszik, hogy a támadást Micimackó követte el, ami be is igazolódik, amikor megkérdezi Aaront. Találkozik a kórház gondnokával, Cavendish-sel is, akit felismer Billy elrablójaként, és a házában szembesít vele. Cavendish elárulja, hogy Dr. Arthur Gallupnak, egy tudósnak dolgozott, aki felbérelte, hogy Ashdown környékéről gyerekeket – köztük Billyt – raboljon el állati génekkel végzett kísérletekhez, cserébe a szerencsejáték-adósságai rendezéséért. A gyerekek állat-ember hibridekké váltak, fokozott gyógyító tényezőkkel, akiket a doktor félelmében megölt, és az erdőben elásta őket. Cavendish ezt követően meggyilkolta Gallupot és eltemette az erdőben, később felfedezte, hogy a gyerekek feltámadtak és kiásták magukat a sírjukból. Cavendish végül bűntudatból öngyilkos lett.
Amikor leszáll az éj, Micimackó, Tigris és Bagoly ámokfutásba kezd Ashdownban, és útközben több lakost is megöl, köztük Finnt is. Micimackó személyesen öli meg Alant és Daphne-t, és megtámadja Lexy-t, de ő túléli. A lények ezután egy raktárépületben tartott rave-buliba érkeznek, és lemészárolják az összes bulizni vágyót. Róbert a raktárba siet, ahol lelövi Tigrist, és megtudja, hogy Nyuszit elrabolták. Visszatér a Százholdas Pagonyba, és megküzd Micimackóval, aki könnyedén legyőzi őt, amikor Billy saját sírjára bukkannak. Róbert a valódi nevén szólítja Micimackót, akiről kiderül, hogy Billy. Micimackó megpróbál visszaemlékezni a gyerekkorára, de azzal vádolja Róbertet, hogy elhagyta a lényeket, őt tartja felelősnek Füles évekkel korábbi haláláért.
Lexy közbelép, és elég ideig feltartja Micimackót ahhoz, hogy Róbert egy fejszével megölje. Az Ashdownban a lények gyilkolászásáról készült kamerafelvételeket átadják a rendőrségnek, akik sértetlenül találták meg Nyuszit, és Róbertet ezt követően felmentik minden vétkesség alól. Bagoly és Tigris, akik túlélték, visszaszerzik Micimackó és Malacka holttestét, Bagoly pedig megígéri, hogy feltámasztja őket, és egyszer s mindenkorra bosszút áll Róberten.

## Szereplők
| Szereplő          | Színész                            | Magyar hang           |
| ----------------- | ---------------------------------- | --------------------- |
| Róbert Gida       | Scott Chambers                     | Baráth István         |
| Lexy              | Tallulah Evans                     | Dobó Enikő            |
| Micimackó         | Ryan Oliva                         | Szabó Endre           |
| Micimackó         | Peter DeSouza-Feighoney (fiatalon) | Holló-Zsadányi Norman |
| Tigris            | Lewis Santer                       | Király Attila         |
| Bagoly            | Marcus Massey                      | Papucsek Vilmos       |
| Malacka           | Eddy MacKenzie                     | Kapácsy Miklós        |
| Cavendish         | Simon Callow                       | Forgács Gábor         |
| Alan Robin        | Alec Newman                        | Szakács Tibor         |
| Nyuszi            | Thea Evans                         | Schmidt Regina        |
| Daphne Robon      | Nicola Wright                      | Farkasinszky Edit     |
| Mary Darling      | Teresa Banham                      | Kovács Nóra           |
| Finn              | Flynn Matthews                     | Gacsal Ádám           |
| Aaron             | Sam Barrett                        | Joó Gábor             |
| Dr. Arthur Gallup | Toby Wynn-Davies                   | Tarján Péter          |

### Magyar változat
- Főcím: Galambos Péter
- Magyar szöveg: Kis János
- Hangmérnök: Halas Péter
- Vágó: Wünsch Attila
- Gyártásvezető: Vigvári Ágnes
- Szinkronrendező: Szalay Csongor
- Produkciós vezető: Jávor Barbara

A szinkront a Direct Dub Studios készítette.

## A film készítése
A Dread Centralnak adott 2022. júniusi interjújában Rhys Frake-Waterfield rendező kifejezte érdeklődését a Micimackó: Vér és méz folytatásának elkészítése iránt és kijelentette, hogy "még jobban fel akarja pörgetni, még őrültebbé és még extrémebbé tenni". 2023 szeptemberében képeket tettek közzé, amelyeken az új karakter, Bagoly szerepelt. Még ebben a hónapban befejeződött a forgatás. A film új szereplőgárdát és új karakterdizájnt mutat be, és a Százholdas Pagony helyett Ashdown városában játszódik. Emellett megjelenik Tigris karaktere is, aki az első filmből hiányzott.